# Live at the Apollo (álbum de Hall & Oates)
Live at the Apollo es el segundo álbum en vivo del dúo norteamericano Hall & Oates, fue lanzado en 1985, alcanzó el puesto número 21 en la Billboard 200 y fue certificado oro por la RIAA.
El álbum fue grabado junto con David Ruffin y Eddie Kendricks en el teatro Apollo en la Ciudad de Nueva York el 23 de mayo de 1985 y también fue grabado en video y se lanzó en VHS en 1987. [cita requerida]

## Lista de canciones
1. "Apollo Medley: Get Ready/Ain't Too Proud To Beg/The Way You Do the Things You Do/My Girl" - 12:49
2. "When Something Is Wrong with My Baby" - 4:44
3. "Everytime You Go Away" - 7:07
4. "I Can't Go for That (No Can Do)" - 7:58
5. "One on One" - 5:50
6. "Possession Obsession" - 5:54
7. "Adult Education" - 6:34